# 阿圖羅·翁貝托·伊利亞
阿圖羅·翁貝托·伊利亞（西班牙語：Arturo Umberto Illia，西班牙語發音：[aɾˈtuɾo wmˈbeɾto ˈilja]；1900年8月4日—1983年1月18日），阿根廷政治家、医生，1963年至1966年担任阿根廷總統。
伊利亞原是一位醫師，在1963年的總統選舉中當選總統。在1966年的阿根廷革命中，伊利亞被陸軍中將胡安·卡洛斯·翁加尼亞推翻，之後他回到克魯斯德爾埃赫繼續擔任醫師。他在1983年去世。